# 井岡山

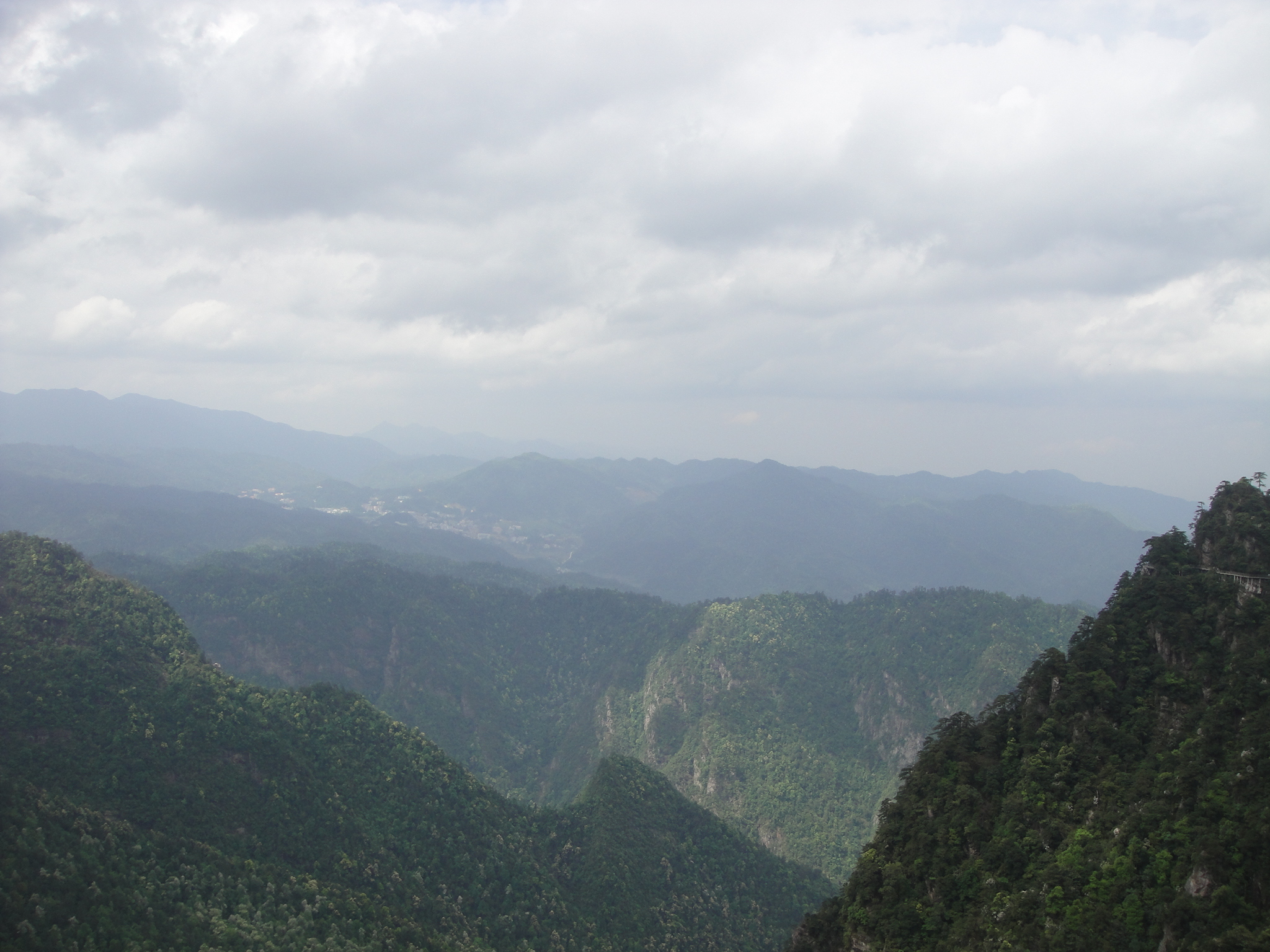
井岡山

井岡山（せいこうざん、中国語: 井冈山）は、中華人民共和国江西省井岡山市にある山。江西省西部の湖南省との省境に位置し、羅霄山脈に属する急峻な山である。日本語では「井崗山」とも表記される。

## 概要
1982年に国家級風景名勝区に設定され、1984年には愛国主義教育基地と国家園林都市に選定されている。中国の5A級観光地（2007年認定）。2012年にユネスコの生物圏保護区に登録された。
地形は尾根、谷、構造盆地とカルスト地形の4種類がある。井岡山は麓から見上げると巨大な城のような形状をしており、入山するには5つの城門を通る必要があり、「一夫当関、万夫莫開（一人の守備兵で一万人が止められる）」と言われた。そのため、共産革命時点では中国初のソヴィエトである革命根拠地を置くのに適するような山賊の巣窟であった。
植生は主に広葉樹の原生林であり、シイ、キノコ、マツ、シダなどが多く生え、4月と5月の頃にはツツジが咲き乱れる。また、一帯にはモウソウチク、茶、ユチャやセンリョウ、ホソバタイセイなどの薬用植物、果樹の栽培と養豚が行われる。

## 観光
主な観光資源は主峰五指峰（標高1586メートル）を中心とする山岳と、1927年に中国共産党が革命根拠地を創設したとされる井岡山革命根拠地があることで知られる。1950年代から1960年代にかけて井岡山革命記念館などの革命関連施設が建設され、1986年には井岡山革命烈士陵園が開園、これら施設を含む一帯は愛国主義教育模範基地に指定されており、革命聖地として観光地化されている（レッドツーリズム）。

## 革命根拠地
南昌起義で南昌の維持に失敗した中国工農紅軍は井岡山に籠り、自給自足の解放区を設置した。

### 井岡山で活動した政治家・活動家
- 毛沢東
- 朱徳
- 彭徳懐
- 鄧小平
- 何挺穎
- 陳毅
- 袁文才
- 王佐